# گالا دالی
گالا دالی (اسپانیایی: Gala Dalí‎؛ ۷ سپتامبر ۱۸۹۴ – ۱۰ ژوئن ۱۹۸۲) مشهور به گالا مدل اصالتاً روس بود. او همسر پل الوار و سپس سالوادور دالی بود و وجودش منبع الهام تعداد زیادی از نویسندگان و هنرمندان دیگر نیز شد.